# Saint Joseph (parafia)
St. Joseph – parafia na Barbadosie, na wschodzie wyspy. W parafii znajdują się godne uwagi ogrody botaniczne, z których najbardziej znane to: Flower Forest i Andromeda Gardens. Parafia często jest nazywana, podobnie jak granicząca z nią parafia St. Andrew, Dystryktem Szkockim. Wynika to z ukształtowania krajobrazu, pełnego zielonych pagórków.